# Poa halmaturina
Poa halmaturina är en gräsart som beskrevs av John McConnell Black. Poa halmaturina ingår i släktet gröen, och familjen gräs. Inga underarter finns listade i Catalogue of Life.